# Enicospilus gabrieli
Enicospilus gabrieli är en stekelart som beskrevs av Ian D. Gauld 1988. Enicospilus gabrieli ingår i släktet Enicospilus och familjen brokparasitsteklar. Inga underarter finns listade i Catalogue of Life.